# Джек Стро
Джон Вітакер Стро (англ. John Whitaker Straw; нар. 3 серпня 1946, Бакгерст-Гілл, Ессекс, Велика Британія) — британський політик, член парламенту Великої Британії від Лейбористської партії з 1979 року. Один з найдосвідченіших державних діячів Великої Британії. Міністр внутрішніх справ у 1997–2001 роках, міністр закордонних справ у 2001–2006 роках, голова Палати громад парламенту в 2006–2007 роках, міністр юстиції в 2007–2010 роках.

## Біографія
Джон Вітакер Стро народився 3 серпня 1946 року в містечку Бакгерст-Гілл в англійському графстві Ессекс. Його батьками були страховий агент Волтер Стро (Walter Straw) і вчителька Джоан Сільвія Гілбі (Joan Sylvia Gilbey). Джон був другою дитиною з п'яти. Відносини між подружжям складалися погано, їх сварки тривали протягом кількох років, а коли Джону виповнилося десять, його батьки розлучилися.
Мати виховувала дітей самотужки в місті Лаутон, графство Ессекс. Там Джон відвідував початкову школу Стейплз-Роуд. Через розлучення батьків умови життя родини були досить скромними, вони користувалися житлом, яке їм виділив муніципалітет. Джон став старшим чоловіком у родині, з ранніх років змушений був відповідати за сестер і братів . Поки мати була на роботі, він наглядав за будинком і готував їжу. Незважаючи на обмежені фінансові можливості родини, Джону вдалося отримати гарну середню освіту: він виграв стипендію на навчання у приватній школі-пансіонаті міста Брентвуд, графство Ессекс. Родина Стро традиційно була пов'язана з лівими політичними течіями. Батько Джона був пацифістом і під час Другої світової війни з принципових мотивів відмовився від служби в армії. Мати Джона теж дотримувалася соціалістичних і пацифістських поглядів, була активісткою Лейбористської партії і в похилому віці стала членом муніципальної ради лондонського району Іслінгтон. Її дід за материнською гілкою колись придбав популярність як видатний противник «обгородження» — вилучення сільськогосподарських угідь з громадського користування, а батько, єврейський емігрант з Німеччини, був активним лейбористом і соратником лідера партії Ерні Бевіна (Ernie Bevin).
Хоч спочатку його старша сестра Сью привела на збори «Молодих соціалістів» (англ. Young Socialists), у подальшому його доля була пов'язана з Лейбористської партією. За спогадами Стро, вперше йому довелося співпрацювати з лейбористами ще в 1955 році — він збирав бюлетені на виборах до окружної ради. Під час передвиборчої кампанії 1959 року місцеве відділення лейбористів запросило юнака виступити з промовою. Як стверджував пізніше Стро, саме під час тієї виборчої кампанії він загорівся думкою про парламентську кар'єру. Під час роздачі агітаційних листівок, він потрапив під дощ і вирішив, що мають бути інші, більш ефективні способи допомоги справі лейбористів — наприклад, стати депутатом. У чотирнадцять років Стро вступив до Лейбористської партії. Того ж року, за успіхи у навчанні Стро був обраний заступником шкільного старости. У шкільні роки Стро був тихим і врівноваженим, єдиним проявом юнацького радикалізму з його боку став вибір імені, він став іменувати себе Джеком, на честь лідера селянського повстання в Англії XIV століття Джека Стро.

### Університет Лідса
Після закінчення школи Стро вступив до Університету Лідса, де вивчав право. В університеті Джек виявив схильність до участі в дебатах, яку зберіг на все життя. У 1967–1968 роках Стро був главою студентської спілки Університету Лідса. У цей період Стро в складі британської студентської делегації відвідав Чилі. У цей час він тяжів до лівого радикалізму, що сам він заперечує, і вирушив до Чилі заради зустрічі з місцевим лідером соціалістів, майбутнім президентом Сальвадором Альєнде. В офіційній телеграмі, направленої британськими дипломатами з Чилі до Лондона, Стро був охарактеризований як «порушник спокою, що чинить з зловмисних мотивів».
Активна участь у студентському русі забирала багато часу і його випускні результати виявилися досить скромними. У 1969 році Стро отримав диплом юриста.

### Національний союз студентів
У 1969 році Стро обрано президентом Національного союзу студентів (англ. National Union of Students, NUS), на цій посаді він пробув до 1971 року. У 1968 році Стро в університетській газеті писав про зростаюче значення студентської політики у Великій Британії. Тепер він став першим президентом НСС, який завоював загальнонаціональну популярність. Цьому сприяв обраний ним курс, який дозволив за два роки перетворити НСС з малопомітною і аморфної організації в ефективний політичний механізм. Домігшись визнання НСС в університетах по всій країні, Стро перетворив його на повноцінну профспілку, здатну чинити тиск на уряд. Зокрема, організації вдалося домогтися від консервативного прем'єр-міністра Маргарет Тетчер відмови від планів щодо скасування студентських грантів. Деякі джерела стверджували, що на хвилі студентських збурень Стро керував союзом як ліворадикал, але, за іншими даними, він був насамперед прагматиком, який виступав проти екстремістських елементів у студентському середовищі. Так, він проводив кампанію проти легалізації куріння марихуани, закликав студентів відмовитися від насильницьких методів боротьби.

### Адвокатська практика
Успішна діяльність на чолі НСС дозволила Стро після закінчення дворічного терміну на посту президента організації розпочати політичну кар'єру, але спочатку він вирішив завершити професійну підготовку і став старанно готуватися до іспитів в адвокатську колегію. У 1972 році він був успішно атестований і зайняв за результатом тестування 3 місце по країні. Вступивши в колегію, Стро став членом адвокатської корпорації (так званого «судового інна») Іннер-Темпл.
У 1973 році Ірландська республіканська армія влаштувала вибух біля будівлі Центрального кримінального суду в Лондоні, під час якого Стро був поранений осколком скла, що спричинило хворобу органів слуху — тинітус (дзвін у вухах), який зрештою призвів до часткової глухоти на праве вухо. За іншими відомостями, тинітус у Стро виник пізніше в результаті вірусної інфекції. Теракт 1973 року викликав в Стро абсолютне неприйняття тероризму.
Адвокатською практикою Стро займався недовго, до 1974 року. Паралельно він продовжував працювати на політичній арені. З 1971 по 1978 рік він був членом муніципальної ради Іслінгтона. З 1971 по 1974 рік входив до складу Адміністрації освіти Внутрішнього Лондона (Inner London Education Authority), був заступником голови цього органу з 1973 по 1974 рік.

## Політична кар'єра

### Перші кроки
У 1974 році Стро вперше балотувався до парламенту, як кандидат від округу Тонбрідж в графстві Кент, де позиції лейбористів були традиційно слабкі, і йому вдалося зайняти лише 3 місце. Старший радник іслінгтонского муніципалітету познайомив Стро зі своєю дружиною — міністром соціальних служб Барбарою Касл (англ. Barbara Castle), яка запропонувала Стро роботу. З 1974 по 1976 (за іншими даними — 1975) рік він працював її політичним радником.
Співпраця з Касл, однією з найпомітніших політиків того періоду, дала Джекові незамінний досвід роботи в лейбористському уряді. Прем'єр-міністр Гарольд Вільсон попросив Касл дослідити досьє соціального забезпечення на Нормана Скотта (англ. Norman Scott), який стверджував, що його намагався вбити лідер Ліберальної партії Джеремі Торп (англ. Jeremy Thorpe). Касл передоручила цю справу Стро. Він повинен був перевірити досьє Скотта на предмет можливих ознак змови проти Торпа. Радник міністра виявив, що досьє зникло. Відбувся скандал навколо передбачуваного витоку вмісту досьє в пресу.
У 1976 році новий прем'єр-міністр Джим Келлахан (англ. Jim Callaghan) відправив Касл у відставку, і Стро до 1977 року працював спеціальним радником міністра навколишнього середовища Пітера Шора (англ. Peter Shore). Після цього Стро 2 роки пропрацював журналістом у телепрограмі Світові події англ. World in Action в телекомпанії Гранада Телевіжн (англ. Granada Television).

### Парламент

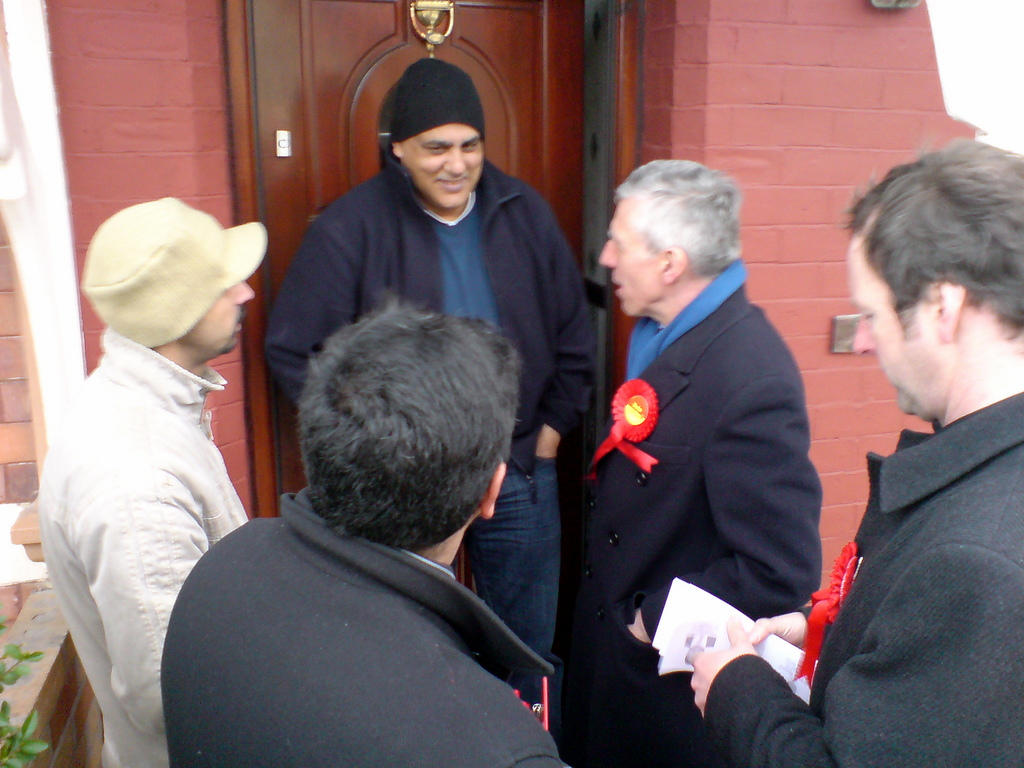
Джек Стро з командою на зустрічі з виборцями.

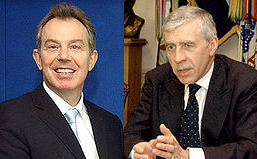
Тоні Блер і Джек Стро.

Під час виборів 1979 року до Палати громад парламенту Англії йому на допомогу прийшла Барбара Касл, яка представляла містечко Блекберн (графство Ланкашир), поступилася округом, вирішивши більш не балотуватися. У 1979 році Джек Стро став парламентарієм і відтоді незмінно представляв Блекберн в Палаті громад. Стро займав ряд постів в тіньовому кабінеті Лейбористської партії: З 1980 по 1983 рік — тіньовий міністр фінансів, з 1983 по 1987 рік — тіньовий міністр місцевого самоврядування (за іншими даними — навколишнього середовища). На відміну від інших видних парламентаріїв — лейбористів, Стро не був членом жодної з існуючих партійних груп. Це значно скорочувало його підтримку на виборах у тіньовий кабінет, але в перспективі це допомогло йому зміцнити власні позицій у чинному уряді, де його роботі не заважала колишня участь у внутрішньопартійних конфронтаціях.
У 1980-ті — 1990-ті роки Стро остаточно змістився від соціалізму до правої частини лейбористів, зайняв сторону помірних лейбористів, які об'єднувалися навколо реформаторської партійної групи Tribune, лідером якої виступав Ніл Кіннок (англ. Neil Kinnock). У 1982 році, коли один з активістів лівого «войовничого» крила лейбористів Militant Tendency в блекбернському відділенні партії розповів Стро про плани радикалів, останній зробив перебіжчика своїм інформатором і використав одержані відомості для дискредитації «войовничих».
З 1987 по 1992 рік Стро був тіньовим міністром освіти, намагався боротися з профспілковим лобі викладачів, домагався від партії курсу на введення освітніх стандартів. У 1992 році лейбористи зазнали чергової поразки на загальних виборах і Стро замислився, чи не полишити йому політику. Джон Сміт (англ. John Smith) змінив Кіннока на посаді лідера лейбористів, і його реформаторський потенціал виглядав досить сумнівним. Стро вирішив політику не кидати, і з 1992 по 1994 рік був тіньовим міністром навколишнього середовища (за іншими даними — тіньовим міністром місцевого самоврядування). У цей період він марно домагався від Сміта скасування традиційного 4-го пункту партійної програми із закликом до націоналізації засобів виробництва та розподілу. Джек Стро вважав його серйозною перешкодою для виборчого успіху партії. Крім того, Стро обстоював реформу політичних інститутів Великої Британії: модернізацію монархії, виборність мерів, перегляд структури уряду.
У 1994 році Джон Сміт несподівано помер, і на його місце переважною більшістю голосів був обраний молодий реформатор Тоні Блер. На партійних виборах Джек Стро як раз очолював кампанію Блера і змінив його на посту тіньового міністра внутрішніх справ. З 1994 по 1995 рік Стро входив до національного виконавчого комітету Лейбористської партії. Політичний курс Блера подобався Стро, бо найважливішим моментом партійної реформи 1995 року стало скасування 4 пункту лейбористської програми, виникнення так званого «нового лейборизму» (англ. New Labour).

### Міністр внутрішніх справ
На виборах 1997 року лейбористи на хвилі реформ набрали переважну більшість голосів. У створеному уряді Тоні Блера Стро очолив міністерство внутрішніх справ. Попервах журналісти називали Стро однією з головних висхідних зірок нового уряду, бачили в ньому одного з головних стовпів «нового лейборизму» — поряд з Тоні Блером, Гордоном Брауном, Робіном Куком (англ. Robin Cook) і Джоном Прескотом (англ. John Prescott). Пізніше ряд труднощів і скандалів завдали помітної шкоди його репутації.
Загалом, Стро мав репутацію жорсткого міністра. Його курс на посилення покарань за кримінальні злочини і суворі заходи по боротьбі з п'яницями, наркоманами, жебраками та вуличними торговцями викликав невдоволення ліберально налаштованих критиків, у тому числі і в середовищі «нових лейбористів». У ряді випадків Стро відмовляв підсудним у праві на суд присяжних, уводив обмеження на переміщення неповнолітніх у пізній час доби (своєрідну «комендантську годину»). Міністерство внутрішніх справ оприлюднило суперечливий «неліберальний» законопроєкт про свободу інформації. Свого часу Стро розпорядився провести розслідування гучного вбивства чорношкірого підлітка Стівена Лоуренса (англ. Stephen Lawrence), за результатами якого було оприлюднено доповідь комісії сера Вільяма Макферсона (англ. Sir William Macpherson), в якій лондонська поліція була названа «інституційно расистською». У 1999 році в роботі паспортне агентство змушене було визнати, що його нова комп'ютерна система не справляється з сезонним напливом туристів, в результаті чого виникли великі черги. У той же час значно збільшилося число запитів про надання політичного притулку у Великій Британії.
Персональне рішення Стро про виїзд із Великої Британії у 2000 році колишнього чилійського диктатора генерала Аугусто Піночета, який прибув до країни на лікування в 1998 році, зазнало жорсткої критики. Влада Іспанії, яка розслідувала зникнення іспанських громадян в Чилі в роки правління Піночета, попрохала офіційний Лондон про екстрадицію. Але Стро оголосив, що генерал недостатньо здоровий, щоб постати перед судом, і дозволив йому повернутися на батьківщину.
Стро сприймав численні труднощі стоїчно, він розумів, що завидний зріст його популярності повинен був неминуче змінитися спадом. Він зазначав, що пост міністра внутрішніх справ ніс у собі підвищений ризик: саме на цього міністра покладалася провина за багато невдач уряду, і йому слід було бути готовим до передчасного завершення політичної кар'єри. Хоча за попередній період рівень злочинності у Великій Британії знизився, ефективність роботи Стро зазнавала критики. Пізніше його наступник Девід Бланкет (англ. David Blunkett) стверджував, що Стро залишив міністерство у стані хаосу і неефективності.

### Міністр закордонних справ
На загальних виборах 2001 року лейбористи знову набрали переважну більшість голосів. У зв'язку з критикою попередньої діяльності Стро на посаді міністра журналісти передбачали, що в новому уряді Тоні Блера Дежка Стро понизять до посади міністра транспорту, однак Стро знову отримав один з ключових портфелів і став міністром закордонних справ. Джекові Стро довелося керувати зовнішньополітичним відомством Великої Британії відразу після терористичних актів у Нью-Йорку і Вашингтоні 11 вересня 2001 року, під час «війни проти терору» роль головного зовнішньополітичного представника Великої Британії взяв на себе прем'єр-міністр, і Стро тимчасово опинився в тіні.
Під час «війни проти терору» Стро спочатку займав стриману позицію. У 2002 році він виступав проти відправки до Афганістану додаткового британського контингенту, а потім висловлював сумніви щодо доцільності вторгнення в Ірак, за яке ратували керівництво США і Тоні Блер. Цим міністр викликав невдоволення глави уряду.

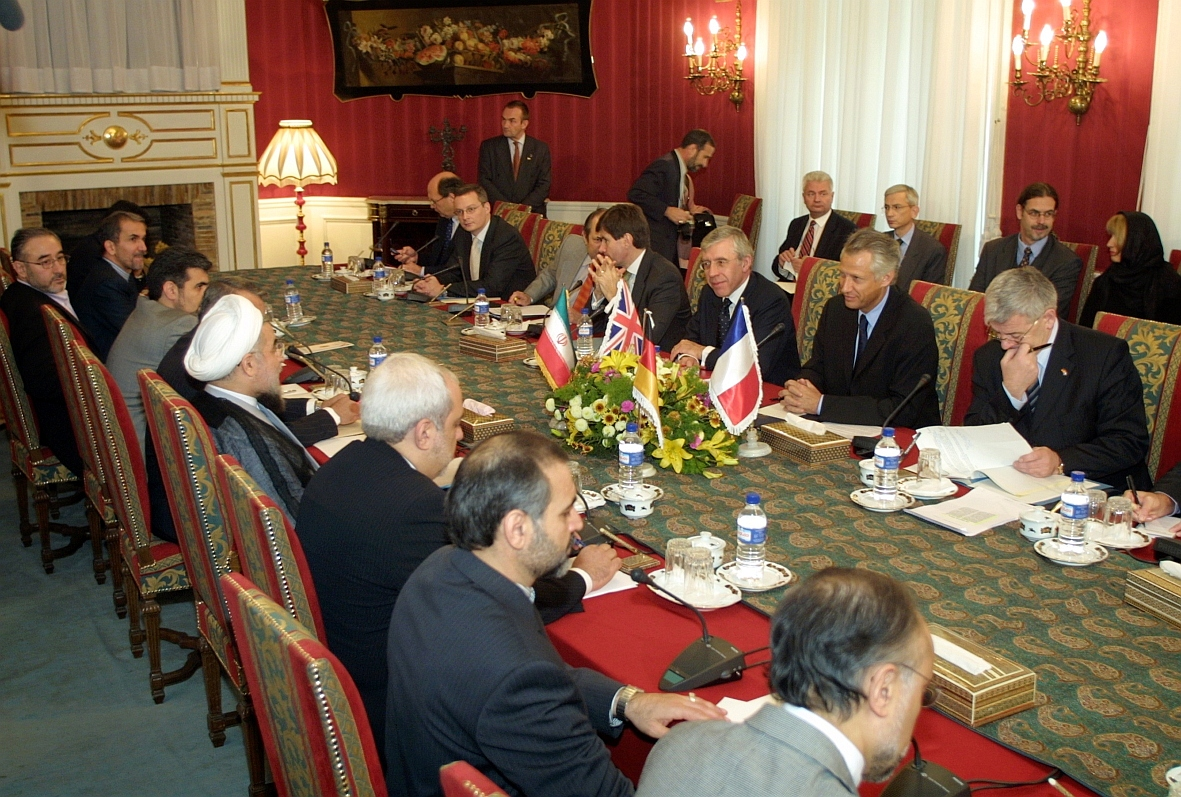
Міністри Європейського Союзу в Ірані на перемовинах щодо ядерної програми останнього, 21 жовтня 2003 року.

Знову в центрі уваги він опинився в 2003 році, у зв'язку з війною в Іраку. На засіданнях Ради безпеки Організації Об'єднаних Націй Стро виступав за військову резолюцію по Іраку, але успіху не добився. У той же час в заслугу Стро ставили той факт, що йому вдалося зберегти добрі відносини зі своїм французьким колегою. У цілому, «яструб» Джек Стро і раніше підтримував силову зовнішню політику Блера по Косово та Сьєрра-Леоне.
На загальних виборах 2005 року лейбористи знову здобули перемогу, хоча їх відрив від конкурентів помітно скоротився. Напередодні виборів колишній «євроскептик» Стро умовив Блера пом'якшити позицію щодо інтеграції Великої Британії до Європейського Союзу й винести проєкт Європейської конституції на загальний референдум. Це збільшило шанси лейбористів у боротьбі з «євроскептиками» з числа консерваторів. Підтримка війни в Іраку створила ризик для переобрання самого Стро на загальних виборах 2005 року, бо округ Блекберн був населений численними мусульманами. Антивоєнні активісти, зокрема Мусульманський громадський комітет Великої Британії (англ. Muslim Public Affairs Committee UK), активно розігрували іракську карту у передвиборчій кампанії. Тим не менш, Стро знову став членом парламенту. Причина успіху Стро полягала в увазі, з якою він ставився до населення свого виборчого округу. Стро робив все можливе, щоб не втрачати зв'язок з власними виборцями, навіть міністром він продовжував раз на два тижні приймати відвідувачів, регулярно організовував зустрічі на відкритому повітрі. Вміння прислухатися до іншої думки називали однією з головних притаманних йому рис характеру.
У лютому 2006 року Джек Стро засудив рішення деяких видань про навмисний передрук карикатур на мусульманського пророка Магомета, що вибухнуло скандалом в Європі. Він назвав такі дії навмисно неповажними по відношенню до мусульманської спільноти.

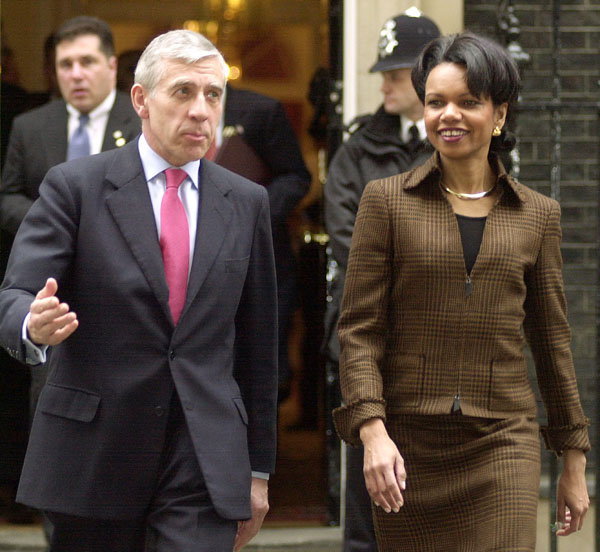
Зустріч Кондолізи Райс і Джека Стро, 2005 рік.

Тим часом рівень популярності Блера знижувався, і нова потужна хвиля критики обрушилася на прем'єра після поразки лейбористів на виборах до місцевих органів влади в травні 2006 року. Керівна партія набрала на них всього 26% голосів. У спробі виправити ситуацію Блер вдався до масштабних урядових перестановок, постів позбулися: міністр внутрішніх справ, міністр закордонних справ, міністр оборони, міністр освіти, міністр торгівлі та транспорту. Деякі коментатори стверджували, що Стро позбувся поста у зв'язку з побажаннями американського керівництва, яке було незадоволено висловлюваннями Стро про неприпустимість застосування військової сили проти Ірану. Джек Стро був першим міністром закордонних справ Великої Британії, який відвідав Іран після ісламської революції 1979 року. Американським неоконсерваторам також не сподобалися тісні зв'язки Стро з мусульманською громадою, дуже численної у його виборчому окрузі. Деякі спостерігачі згадували невдоволення британського уряду через активні контакти Стро з держсекретарем США Кондолізою Райс. Спільні поїздка штатом Алабама та відвідини Кондолізою Райс Блекберна нібито створило для британської влади серйозні організаційні труднощі. Сам Стро в приватних розмовах подібні причини свого нового призначення заперечував, а стверджував, що сам раніше просив Тоні Блера зробити його лідером Палати громад, але зазначав, що перестановка відбулася раніше, ніж він розраховував.

### Лідер Палати громад
Стро, залишивши посаду в зовнішньополітичному відомстві, змінив Джеффа Хуна (англ. Geoff Hoon) лідера Палати громад парламенту і лорда хранителя печатки. Посаду очільника зовнішньополітичного відомства вперше за всю історію Великої Британії зайняла жінка — Маргарет Бекетт (англ. Margaret Beckett).
У липні 2006 року, під час лівано-ізраїльського збройного конфлікту, Стро підтримав право Ізраїлю на пропорційну самооборону від ліванського угрупування «Хізбалла» і висловив стурбованість можливими наслідками кризи для регіону в цілому і для нестійкого державного ладу в Лівані.
Восени 2006 року у Великій Британії широке обговорення викликали коментарі Стро щодо хіджабів, лідер Палати громад зазначив, що цей предмет одягу може служити інструментом роз'єднання британського суспільства та ізоляції тих, хто їх використовує. У своєму виборчому окрузі він прохав мусульманок, що приходять до нього на прийом, відкривати обличчя. Це дало поштовх дебатам з приводу хіджабів в британському суспільстві, подібних тим, які розгорталися в інших західноєвропейських країнах.
На своїй посаді Стро узявся за реформування механізму фінансування політичних партій. Один з його попередників, Робін Кук в 2001 році, прийшовши теж з міністерства закордонних справ, сприйняв подію болісно, а роботу на новій посаді перетворив на фактичне прощання з великою політикою, в 2003 році пішов у відставку на знак протесту проти війни в Іраку. Стро, навпаки, в черговий раз довів свою політичну живучість. На відміну від Кука, новий лідер Палати громад продемонстрував уміння лавірувати, вести переговори та укладати угоди. Під його патронажем парламентарії проголосували за повністю виборну Палату лордів.
У червні 2007 року Стро виступив проти присвоєння титулу лицаря Британської імперії письменнику індійського походження Салману Рушді, чиї твори викликали запеклу критику з боку радикальної частини мусульман у різних країнах світу. Стро заявив, що з розумінням ставиться до занепокоєння, яке в ісламських колах викликали плани нагородження Рушді почесним титулом, і зізнався, що сам не зміг дочитати до кінця жодну з книг письменника, який колись підтримав його в дебатах з приводу носіння хіджабів.
У листопаді 2006 року Тоні Блер офіційно назвав своїм майбутнім наступником міністра фінансів Гордона Брауна, свого найближчого соратника і давнього конкурента в боротьбі за партійне лідерство. У 2003 році одним з вірогідних наступників Блера називали самого Стро. Відставка прем'єр-міністра була намічена на літо 2007 року. Передбачалося, що Стро буде претендувати на пост заступника лідера лейбористів, проте 25 березня 2007 він оголосив, що буде керувати виборчою кампанією Брауна в Лейбористській партії і спростував припущення про те, що Блер може підтримати як свого наступника міністра навколишнього середовища Девіда Мілібенда. 10 травня 2007 року Тоні Блер зробив заяву про точну дату своєї відставки — 27 червня 2007 року.

### Міністр юстиції
24 червня 2007 року Гордон Браун змінив Блера після внутрішніх безальтернативних виборів в Лейбористській партії на посту лідера, а 27 червня і на посту прем'єр-міністра. Новий прем'єр призначив Джека Стро міністром юстиції і лордом-канцлером (головою Палати лордів) замість лорда Фалконера Торотонского (англ. Lord Falconer of Thoroton). Таким чином Стро, на велике невдоволення традиціоналістів, став першим в історії лордом-канцлером, який не мав статусу пера. Новий міністр підтвердив намір уряду здійснити програму дострокового звільнення частини британських ув'язнених, покликану розвантажити переповнені тюрми.

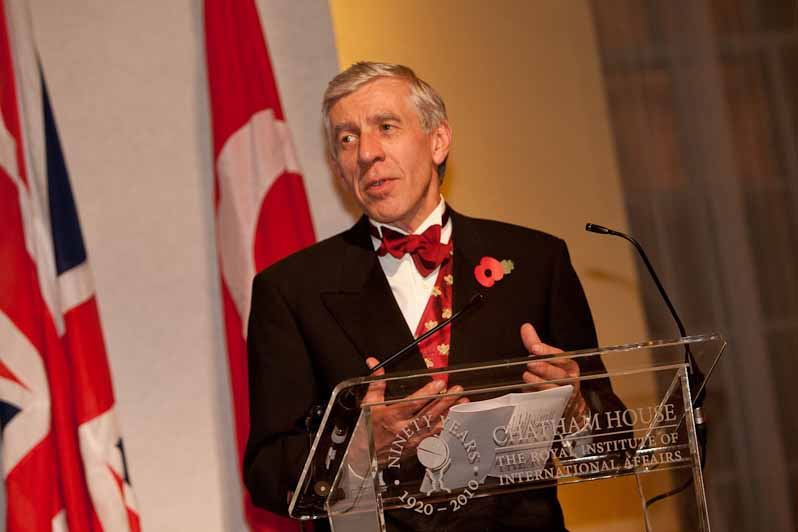
Джек Стро під час вручення премії від інституту Чатем Хауз, 9 листопада 2010 року.

У 2010 році Джек Стро залишив посаду, заявивши, що хоче дати дорогу новому поколінню і зайнятись чимось іншим, наприклад, писати власні мемуари. Він залишився членом Британського парламенту.

## Скандали
Найближчі родичі Стро неодноразово опинялися у центрі скандалів. Так, у 1998 році його 17-річний син Вільям продав підсадному репортерові газети Дейлі Мірор (англ. Daily Mirror) в одному з пабів гашиш. Дізнавшись про це, міністр негайно відвів сина в поліцейську ділянку і змусив зізнатися у скоєному ще до того, як скандальна інформація з'явилася у пресі. Поліція обмежилась на перший раз попередженням. Цей інцидент не тільки не заподіяв серйозної шкоди кар'єрі Стро, але й підсилив симпатії з боку британських батьків. Вільям успішно закінчив школу і вступив до Нового коледжу Оксфордського університету.
У вересні 2000 року суд визнав винним Вільяма Стро, рідного брата міністра, у сексуальному домаганні щодо 16-річної дівчини, і засудив до штрафу в розмірі 750 фунтів стерлінгів і покриттю судових витрат у розмірі 275 фунтів. На 5 років його ім'я внесли до реєстру осіб, які вчинили злочин на сексуальному підґрунті. Засуджений своєї провини не визнав. Преса відзначала, що скандал стався на тлі обіцянок Джека Стро надати поліцейським нові повноваження для боротьби з педофілами.

## Особисте життя
У 1968 році Стро одружився з вчителькою Антеєю Вестон (англ. Anthea Weston). Шлюб виявився невдалим. У 1976 році, коли відносини між подружжям вже стали напруженими, у них народилася донька, яка через декілька днів померла через вроджену ваду серця. У 1976 році Стро і Вестон розійшлися, а 1978 року офіційно розлучилися. У 1978 році Стро одружився з державним службовцем Еліс Перкінс (англ. Alice Perkins). Згодом вона займала пости в уряді, зокрема була директором одного з департаментів міністерства охорони здоров'я. Від шлюбу з Еліс у Стро народилися двоє дітей: син Вільям і донька Шарлотта.
Джек Стро відомий затятий уболівальник футбольної команди «Блекберн Роверз». Він полюбляє прогулянки, музику і готувати пудинги. Бігає кросом, ходить з дружиною в театр, на дозвіллі читає белетристику. За даними офіційної біографії Стро за 2007 рік, він — позаштатний науковий співробітник Наффілдского коледжу Оксфордського університету і співробітник Королівського статистичного товариства (англ. Royal Statistical Society). У 1993 році Джек Стро видав книгу «Політика і ідеологія» (англ. Policy and Ideology).